# Yuta Kumamoto
Yuta Kumamoto (熊本 雄太 Kumamoto Yuta?), född 18 juli 1995 i Fukuoka prefektur, är en japansk fotbollsspelare.
Kumamoto började sin karriär 2018 i Montedio Yamagata.